# Hermann Nielebock
Ferdinand Friedrich Hermann Nielebock (beter bekend onder zijn pseudoniem Herms Niel; Nielebock bij Genthin, 17 april 1888 – Lingen, 16 juli 1954) was een Duits componist, muziekpedagoog, dirigent en trombonist.

## Levensloop
Nielebock kreeg vanaf 1902 regelmatig lessen bij de stedelijke kapelmeester Adolf Büchner in Genthin en was lid van de Stadtkapelle Genthin. In oktober 1906 werd hij trombonist in de "Militaire muziekkapel van het 1e Garde-Regiment te voet" in Potsdam. Tijdens de Eerste Wereldoorlog was hij kapelmeester van het muziekkorps van het Infanterie-Regiment nr. 423. Na de Eerste Wereldoorlog was hij tot 1927 ambtenaar bij de belastingdienst. In zijn vrije tijd werkte hij als dirigent van verschillende harmonieorkesten en blaaskapellen in de regio rond Potsdam. Hij was medeoprichter van het in 1927 in Potsdam opgerichte Ritterschaftsorchester en werkte aldaar als componist en tekstdichter.
Hij werd op 1 mei 1933 lid van de Nationaalsocialistische Duitse Arbeiderspartij (NSDAP) en werd geregistreerd onder lidnummer 2 171 788. Hij werd al snel dirigent van de Muziekkapel van de Reichsarbeitsdienst in de "Feldmeisterschule" te Golm en werd later bevorderd tot "Obermusikzugführer" en leider van de Musikzug des Reichsarbeitsdienstes te Potsdam. Tijdens de jaarlijkse "Reichsparteitag" van de NSDAP te Neurenberg dirigeerde Nielebock alle harmonieorkesten van de Reichsarbeitsdienst.
Een groot aantal van zijn composities zijn marsen met patriottische tekst, ideaal voor de doelen van de NS-propaganda. Door de machthebbers werden deze werken spoedig verbreid en ze werden tijdens de Tweede Wereldoorlog erg populair. Alhoewel er in principe een titelblokkade bestond, benoemde Adolf Hitler hem op zijn geboortedag 20 april 1941 persoonlijk tot professor.
Na de oorlog leefde Nielebock in het district Emsland en later in Lingen (Ems).

## Composities

### Werken voor harmonieorkest
- rond 1930 Erika (Auf der Heide blüht ein kleines Blümelein) - tekst: van de componist[4]
- 1933 Der Geist von Potsdam, mars
- 1933 Des Abends wollt' ich schlafen geh'n, rheinländer
- 1933 Es war einmal zur schönen Maienzeit - tekst: van de componist en Karola Wilke
- 1933 Havelländischer Bauerntanz (Vaterländischer Bauerntanz)
- 1933 Marie-Mara-Maruschkaka!
- 1933 Paretzer Luisen-Polka
- 1933 Unser Vaterland, mars
- 1934 Heiliges Feuer, marslied van de Reichsarbeitsdienst
- 1934 Liebchen adé (Annemarie-Polka)
- 1934 Major Lancelle, mars
- 1934 Ruck Zuck, marslied
- 1934 SA marschiert in Reih und Glied, marslied van de Sturmabteilung
- 1935 Annemariechen, Annemarei (Ei, ei, ei, du bist treu), foxtrot
- 1935 Es war an der alten Mühle, im Park von Sanssouci - tekst: van de componist en Karola Wilke
- 1935 Halloh, ich bin ein Jägersmann, marslied
- 1935 Lebe wohl, ade "Ich muß jetzt von dir scheiden..."
- 1935 Leonore, foxtrot - tekst: van de componist en Karola Wilke
- 1935 Zicke-Zacke, marslied
- 1936 Der Mond scheint in mein Kämmerlein, tango
- 1936 Deutsch bleibt der Rhein
- 1936 Hab' acht, Kamerad, marslied - tekst: van de componist
- 1936 Heil Nürnberg, mars
- 1936 Heut’ stechen wir ins blaue Meer
- 1936 In Sanssouci, am Mühlenberg "Veronika - Marie" - tekst: van de componist
- 1936 Mariann, du hast es meinem Herzen angetan, foxtrot
- 1936 Mein schönes Fuldatal, marslied
- 1936 Singend wollen wir marschieren, marslied van de Reichsarbeitsdienst - tekst: van de componist en Will Decker
- 1936 Spiele auf, mein Musikant, spiel auf (Werderscher Blütentanz)
- 1936 Wenn wir so marschieren, marslied van de Reichsarbeitsdienst - tekst: van de componist en Generalarbeitsführer Hermann Kretzschmann
- 1937 Es ist so schön, Soldat zu sein, Rosemarie - tekst: van de componist
- 1937 Tschinga, Tschingta bummtara - tekst: van de componist
- 1938 Auf der Mopke, marslied van de Reichsarbeitsdienst - tekst: van de componist
- 1938 Der Reichsarbeitsführer - Reichsarbeitsdienst mars nr. 1
- 1938 Du Schönste vom Städtel, schwarzbraunes Mädel
- 1938 Hannelore "Soldat sein heißt treu sein, mein Schätzelein...", marslied - tekst: van de componist
- 1938 Heute muß ich fort von Dir
- 1938 Heute muß ich scheiden vom schönen Märkerland - tekst: Joseph Lang
- 1938 Kameraden unter'm Spaten, marslied van de Reichsarbeitsdienst - tekst: Will Decker
- 1938 Wir tragen das Vaterland, marslied van de Reichsarbeitsdienst - tekst: Will Decker
- 1938 Liedermärsche
  1. Im grünen Wald, dort wo die Drossel singt
  2. Ich bin ein freier Wildbretschütz
  3. Lebe wohl, du schöner Wald
  4. Rothaarig ist mein Schätzelein
  5. Wenn wir marschieren
  6. Im Krug zum grünen Kranze
  7. Die lustigen Frontsoldaten
  8. O, du schwarzbraunes Mägdelein
  9. Schön ist die Jugend
  10. Ich habe Lust im weiten Feld
  11. Ein Schifflein sah ich fahren
- 1939 Das Engellandlied - tekst: Hermann Löns[5]
- 1939 Das ist nun einmal so
- 1939 Die ganze Kompanie - tekst: van de componist
- 1939 Die ganze Flakbatterie
- 1939 Edelweiß-Marsch - tekst: van de componist[6]
- 1939 Ein Mann - ein Wort - tekst: Heinrich Marschner
- 1939 Es geht ums Vaterland

- 1939 Wenn die Sonne scheint, Annemarie (Die Landpartie) - tekst: van de componist
- 1939 Gerda – Ursula – Marie - tekst: van de componist
- 1939 Ich bin der Bub vom Westerwald
- 1939 Ich bin ein Soldat und bleibe Soldat - tekst: Kurt Ebert
- 1939 In der Heimat steh’n auf Posten
- 1939 Jawoll, das stimmt, jawoll - tekst: van de componist
- 1939 Komm, heute trinken wir Brüderschaft, wals
- 1939 Liebling, wenn ich traurig bin... - tekst: Erich Effler
- 1939 Singende Kameraden
- 1939 Spaten und Wehr (Deutschland voran), marslied van de Reichsarbeitsdienst - tekst: Käthe Sommer
- 1939 Wir sind Kameraden
- 1940 Adlerlied "Adler sind Großdeutschlands Zeichen..." - tekst: Heinrich Anacker
- 1940 Antje, mein blondes Kind, walslied - tekst: Heinrich Anacker[7]
- 1940 Das ist die SA, marslied van de Sturmabteilung - tekst: Joseph Lang
- 1940 Das neue Frankreich-Lied "Vorwärts nach Frankreich!" - tekst: Heinrich Anacker
- 1940 Der Feldpostbrief "An der Front im Westen" - tekst: van de componist
- 1940 Der Stoßtrupp (Ein Leutnant und zehn Mann) - tekst: Heinrich Anacker
- 1940 Der Strauß - tekst: R. Kirsten
- 1940 Die Division von Briesen "Fest dröhnt der Schritt der Infant'rie..." - tekst: Feldwebel T. Angenendt
- 1940 Die Soldatenbraut "Ich bin Soldat, weil ich Soldat sein muß..." - tekst: Hans Martin Cremer
- 1940 Die Straßen, die mein Vater zog - tekst: Carl Schütte
- 1940 Edeltraut - tekst: Martha Wiemann
- 1940 Es blitzen die stählernen Schwingen - tekst: Heinrich Anacker
- 1940 Flieg, Vogel, flieg "Wir sitzen am Steuer und halten die Wacht..." - tekst: Ernst Behrens-Kollmar
- 1940 Frankreich-Fanfare
- 1940 Gegen Briten und Franzosen (Im Westen pfeift der Wind) - tekst: van de componist
- 1940 Im Rosengarten von Sanssouci - (samen met: Hans Ailbout)
- 1940 Ich geh auf große Fahrt, Marie "Leb' wohl, mein Mädel, laß mich geh'n..." - tekst: Peter Brank
- 1940 Käpt'n Prien - tekst: Heinrich Anacker
- 1940 Kleine Elisabeth - schöne Elisabeth
- 1940 Liselott "Ade, ade, mein Schätzelein..." - tekst: Joseph Lang
- 1940 Michel, horch, der Seewind pfeift (Flottenlied) - tekst: Gottfried Schwab
- 1940 Morgenlied der Soldaten "Vorbei die Nacht, der Morgen graut" - tekst: Joseph Lang
- 1940 Ritter der Nordsee (Unser die Freiheit der Meere) - tekst: Heinrich Anacker
- 1940 Rosalinde (Eine Liebste hat wohl jeder) - tekst: Alexander Fleßburg
- 1940 Schön sind die Wälder - süß ist die Liebe
- 1940 Siegeslied (Fanfare und Hymne) - tekst: Friedrich Christian Prinz zu Schaumburg-Lippe
- 1940 Sitzt auf, Kameraden - tekst: Bruno Freiherr von Brackel
- 1940 U-Boot-Lied (Wir von der U-Boot-Waffe) - tekst: Erich Effler
- 1940 Und Hermann Göring heißt er - tekst: Josef Buchhorn
- 1940 Wir, die SA, marslied van de SA
- 1940 Wir haben einen Wall gebaut
- 1941 Alle aufgepaßt
- 1941 Atlantik-Flieger "Es kommen von weit die Wogen..." - tekst: Robert Schiffmann
- 1941 Auf, auf zum Kampf
- 1941 Balkanlied (Wir stürmen dem Siege entgegen) - tekst: Heinrich Anacker
- 1941 Brandenburger Jungen
- 1941 Der letzte Gruß
- 1941 Der letzte Tanker - tekst: Rudolf Zurth
- 1941 Deutsches Mädel -tekst: Hans Bussmann
- 1941 Die kleinen Mädchen - tekst: Ernst Behrens-Kollmar
- 1941 Die Narvik-Jäger - tekst: K. Adamus
- 1941 Flaggenparade (Präsentiermarsch und Lied) - tekst: Rudolf Zurth

- 1941 Führer und Duce, Bravourmarsch
- 1941 Geheimnis (Ja, grün ist die Heide) - tekst: Hermann Löns
- 1941 Gestern abend ging ich halt, durch den schönen grünen Wald - tekst: van de componist
- 1941 Liebes Mädel, schönes Kind! - tekst: van de componist
- 1941 Marsch der Auslandsorganisation (Heimatlied der Deutschen aus Polen) - tekst: Julian Will
- 1941 Marsch-marsch Süd-Ost - tekst: E. L. Reich
- 1941 Minensucher-Lied - tekst: G. Stolte
- 1941 Mit Mercedes Benz voran (Ein Lied der schaffenden Heimat) - tekst: Alfred Richter
- 1941 Nach Afrika! Ahoi! - tekst: Luise Hartmann
- 1941 Schneidig ist die Infant'rie
- 1941 Sieg Heil - Viktoria
- 1941 Stuka über Afrika - tekst: Peter Holm
- 1941 Unsere Flagge - tekst: Rudolf Zurth
- 1941 Vergißmeinnicht - tekst: Unteroffizier Franz Menzel
- 1941 Von Finnland bis ans Schwarze Meer - tekst: Heinrich Anacker, Hans Tieszler, Hans-Wilhelm Kulenkampff
- 1941 Waltraut ist ein schönes Mädchen - tekst: van de componist
- 1941 Wenn dein Soldat auf Urlaub kommt - tekst: Erich Effler
- 1941 Wer sich uns entgegenstellt, der fällt
- 1942 An die Gewehre!
- 1942 An Renate (Kleine Renate)
- 1942 Aufklärungsflieger über Afrika - tekst: O. Rahn
- 1942 Braunlager Marsch
- 1942 Das Afrikakorps - tekst: H. Flocken
- 1942 Der Bergmann ist wie ein Soldat - tekst: Emil Wieczorek
- 1942 Der Sieg wird unser sein (Hell schmettern die Signale) - tekst: Heinrich Anacker
- 1942 Der treue Feldsoldat - tekst: Hauptmann Josef Scholz
- 1942 Die blonde Rie - tekst: C. Hartmann
- 1942 Die tolle Kompanie - tekst: Ernst Wiechert
- 1942 Es blüht ein Röselein
- 1942 Es gibt so viel Soldaten - tekst: Robert Seeger
- 1942 Freudig ziehen wir dahin - tekst: E. Krüger
- 1942 Geh doch schlafen, du kleine Soldatenbraut - tekst: Hans Pflanzer
- 1942 Großdeutschlands Preisgesang - tekst: Eduard Herold
- 1942 Horrido - tekst: Heinrich Anacker
- 1942 Im Osten pfeift der Wind - tekst: van de componist
- 1942 Liebstes Mädel, laß das Weinen - tekst: Hauptmann Josef Scholz
- 1942 Mit England wird jetzt Schluß gemacht (Helga, schöne Helga) - tekst: H. Lantzke
- 1942 Ob sie Ruth heißt
- 1942 Oberschlesierlied - tekst: Emil Wieczorek
- 1942 Ostlandlied - tekst: Erich Treide
- 1942 Rußland 1941 (Vorwärts nur auf der Siegesbahn) - tekst: W. Wagner
- 1942 Schön ist die Welt - tekst: Josef Staub
- 1942 Schöne Mädchen sind zu küssen - tekst: Hauptmann Josef Scholz
- 1942 Schwarzbraune Margareth - tekst: Erich Effler
- 1942 Unsere Räder rollen für den Sieg
- 1943 Franken-Lied (Rühmet Myrtenfelder) - tekst: Eduard Herold
- 1943 Krim-Fanfare
- 1943 U-Boote ran an den Feind
- 1943 Wo bist du, Deutschland, schönstes Land der Erde? - tekst: Heinrich Anacker
- Fallschirmjägerlied
- Fliegerkuss
- Frühmorgens singt die Amsel - tekst: Friedhelm Kaiser
- Groß ist Berlin und schön ist Berlin  - tekst: van de componist
- Heut´ sind wir wieder unter uns
- Ingeborg (Zu den Sternen möcht ich fliegen)
- Kamerad, wir marschieren gen Westen
- Kellener Schützenmarsch (opgedragen aan de Kellener Schützenverein e.V.)
- Mädel vom Rhein - tekst: Arthur Ploch
- Mein Bismarckland (Mein teures Heimatland) - tekst: Joseph Lang
- Rosemarie (Rosemarie, ich lieb' dich gar so sehr) - tekst: van de componist en Erik Wallnau
- Von Hongkong bis zur Reeperbahn (Hei, laßt uns schunkeln) - tekst: Rudolf Zurth